# Kunst im öffentlichen Raum in Hamburg-Eimsbüttel
Diese Liste von Kunst im öffentlichen Raum in Hamburg-Eimsbüttel enthält dauerhaft aufgestellte Kunstwerke auf dem Gebiet des Stadtteils Eimsbüttel der Freien und Hansestadt Hamburg, die sich im öffentlichen Raum befinden und von anerkannten Künstlern und Künstlerinnen geschaffen wurden. Viele dieser Kunstwerke sind durch das Programm Kunst am Bau (und dessen Folgeprogramme) gefördert oder mit öffentlichen Geldern angekauft worden, dies ist aber keine Voraussetzung für die Aufnahme. Ebenso mögen einige dieser Kunstwerke als Kulturdenkmal geschützt sein, aber auch das ist keine Voraussetzung für die Aufnahme in diese Liste.
Bauschmuck ist im Normalfall im Artikel über das Bauwerk darzustellen, und gehört nicht in diese Liste. Streetart kann Aufnahme in die Liste finden, wenn es zu dem konkreten Kunstwerk eine ausführliche Rezeption in der Kunstwissenschaft gibt und ein enzyklopädischer Artikel über die Streetart-Künstler oder -Künstlerin existiert oder vorstellbar wäre. Denkmäler, die an eine Person oder ein Ereignis erinnern, können in die Liste aufgenommen werden, wenn sie ob ihrer zumeist plastischen Gestaltung als Kunstwerk gelten können. Bei reinen Gedenktafeln ist das normalerweise nicht der Fall.
Basis der Zusammenstellung sind Datensätze der Hamburger Kulturbehörde von 2012 und 2018, eine Veröffentlichung der SAGA GWG von 2008, und verschiedene Veröffentlichungen von Kunsthistorikern zum Thema. Eine abschließende Liste von Literatur kann es nicht geben, jedoch ist für jeden Eintrag in die Liste ein konkreter Verweis auf eine amtliche Liste oder anerkannte Sekundärliteratur erforderlich.
Gestohlene oder zerstörte Kunstwerke, die ehemals in Hamburg-Eimsbüttel aufgestellt waren, sind in einer separaten Liste aufgeführt.

## Legende
- Lage: Nennt die nächstgelegene Straße und, wenn vorhanden und sinnvoll, das nächstgelegene Bauwerk (mit Hausnummer) oder das umgebende Gebiet (z. B. einen Park) und gibt nötigenfalls Hinweise zur genauen Lage. Darunter werden - wenn vorhanden - auch die Geo-Koordinaten und das Wikidata-Logo als Verweis auf das Wikidata-Objekt angegeben. Die Spalte ist nach der Adresse sortierbar.
- Künstler/in: Name des Künstlers oder der Künstlerin, die das Kunstwerk geschaffen haben, verlinkt mit dem Wikipedia-Artikel zur Person. Die Spalte ist nach dem Nachnamen sortierbar.
- Beschreibung: Kurzbeschreibung des Werks, immer zuerst: Werktitel (kursiv), dann möglichst Material, Stil, Größe, Dargestelltes, Art der Förderung
- Jahr: Jahr der Fertigstellung des Kunstwerkes, wenn unbekannt dann das Jahr der Aufstellung. Hier kann nur ein einziges Jahr angegeben werden, kein Zeitraum. Weitere zeitliche Details zur Schaffung des Kunstwerkes (von–bis) können in der Beschreibung angegeben werden.
- Quelle: Kulturbehörde, SAGA, Literatur, jeweils mit Fußnote. Diese Angabe ist für eine Aufnahme in die Liste verpflichtend.
- Bild: Bild des Kunstwerks, mit Link auf Commons-Kategorie wenn vorhanden

Hinweis: Die Grundsortierung der Liste erfolgt nach der Adresse. Die Liste ist alternativ nach Künstler, Werktitel, Datierung oder Quelle sortierbar.

## Liste
| Lage | Künstler                              | Beschreibung | Jahr           | Quelle        | Bild |  |
| --- | ------------------------------------- | --- | -------------- | ------------- | --- |  |
| Bundesstraße 94 Schule an der Isebek, Standort Bundesstraße, Schulhof (Lage)                                             | Veronika Schlüter-Stoll               | Kindliche Motive Reliefwand aus Beton, Ankauf aus Mitteln des Programms „Kunst am Bau“ für die damalige Astrid-Lindgren-Schule                                         | 1975           | Kulturbehörde | weitere Bilder |  |
| Doormannsweg 12 Wiese vor Hamburg-Haus (Lage)                                                                            | Hildegard Stromberger                 | Begegnung KaB | 1966 (KK 1967) | Kulturbehörde | weitere Bilder |  |
| Doormannsweg 12 Hamburg-Haus, Halle der Begegnung (Lage)                                                                 | Hans Kock                             | Begegnung KaB | 1964           | Kulturbehörde | weitere Bilder |  |
| Eduardstraße 28/30 Schule Eduardstraße, ehemals Eingangshalle (Lage)                                                     | Tatiana Ahlers-Hestermann             | Von dem Teufel mit drei goldenen Haaren Umsetzung von Der Teufel mit den drei goldenen Haaren, KaB                                                                     | 1958           | Kulturbehörde | Bild gesucht Die Wikipedia wünscht sich an dieser Stelle ein Bild vom Ort mit diesen Koordinaten 53.57184 9.94721 . Motiv: Eduardstraße 28/30 Falls du dabei helfen möchtest, erklärt die Anleitung , wie das geht. BW                                |  |
| Eduardstraße 28/30 Schule Eduardstraße, Ostseite der Turnhalle (Lage)                                                    | Eduard Hopf                           | Sportfiguren drei- bis vierteiliges Bronze-Relief, Ankauf im Programm „Kunst am Bau“                                                                                   | 1957           | Kulturbehörde | weitere Bilder |  |
| Eduardstraße 28/30 Schule Eduardstraße, im Schulgarten am Wasserbecken (Lage)                                            | Werner Reichhold                      | Zwei Flamingos Bronzeplastik, Kunst am Bau | 1958           | Kulturbehörde | weitere Bilder |  |
| Eduardstraße 28/30 Schule Eduardstraße, im Schulkindergarten (innen und außen) (Lage)                                    | Hans Twesten                          | Hahn, Henne und Küken Zweiteilige Arbeit, Ankauf im Programm „Kunst am Bau“                                                                                            | 1959           | Kulturbehörde | weitere Bilder |  |
| Felix-Dahn-Straße 7 Landesinstitut für Lehrerbildung und Schulentwicklung, Seminarraum 1. OG (Lage)                      | Karl Goris                            | Die Schöpfung KaB | 1956–1957      | Kulturbehörde | Bild gesucht Die Wikipedia wünscht sich an dieser Stelle ein Bild vom Ort mit diesen Koordinaten 53.57082 9.96614 . Motiv: Felix-Dahn-Straße 7 Falls du dabei helfen möchtest, erklärt die Anleitung , wie das geht. BW                               |  |
| Felix-Dahn-Straße 7 Landesinstitut für Lehrerbildung und Schulentwicklung, Wand im linken Flügel (Lage)                  | Gabriele Stock-Schmilinsky            | ohne Titel (Wandgestaltung) KaB | 1963           | Kulturbehörde | Bild gesucht Die Wikipedia wünscht sich an dieser Stelle ein Bild vom Ort mit diesen Koordinaten 53.57082 9.96614 . Motiv: Felix-Dahn-Straße 7 Falls du dabei helfen möchtest, erklärt die Anleitung , wie das geht. BW                               |  |
| Kaiser-Friedrich-Ufer Grünanlage/Ecke Heymannstraße (Lage)                                                               | Wolfgang Finck                        | Mahnmal zur Erinnerung an die Bücherverbrennung KaB, Opferdenkmal | 1985           | Kulturbehörde | weitere Bilder |  |
| Kaiser-Friedrich-Ufer Badeanstalt (Lage)                                                                                 | Richard Steffen                       | Mann mit Kind Kunst im Stadtbild vor 1950 (Bau Freibad 1948) | 1948           | Kulturbehörde | Bild gesucht Die Wikipedia wünscht sich an dieser Stelle ein Bild vom Ort mit diesen Koordinaten 53.57097 9.96314 . Motiv: Kaiser-Friedrich-Ufer Falls du dabei helfen möchtest, erklärt die Anleitung , wie das geht. BW                             |  |
| Kaiser-Friedrich-Ufer 6 Kaifu-Gymnasium, großes Treppenhaus (Lage)                                                       | Ursula Querner                        | Stürzender (Mahnmal für die Gefallenen zweier Weltkriege) Stiftung der Vereinigung ehemaliger Schüler zur Erinnerung an 500 gefallene Schüler und Lehrer, Opferdenkmal | 1967           | Kulturbehörde | Bild gesucht Die Wikipedia wünscht sich an dieser Stelle ein Bild vom Ort mit diesen Koordinaten 53.57325 9.96646 . Motiv: Kaiser-Friedrich-Ufer 6 Falls du dabei helfen möchtest, erklärt die Anleitung , wie das geht. BW                           |  |
| Kaiser-Friedrich-Ufer 6 Kaifu-Gymnasium, großes Treppenhaus (Lage)                                                       | Hans-Joachim Frielinghaus             | Gedenktafel für Hans Henny Jahnn KaB, bürgerliche Denkmalkultur | 1983/84        | Kulturbehörde | Bild gesucht Die Wikipedia wünscht sich an dieser Stelle ein Bild vom Ort mit diesen Koordinaten 53.57325 9.96646 . Motiv: Kaiser-Friedrich-Ufer 6 Falls du dabei helfen möchtest, erklärt die Anleitung , wie das geht. BW                           |  |
| Kieler Straße / Straßenkreuzung Eimsbütteler Marktplatz (Lage)                                                           | Gabriele Schmidt-Heins                | ohne Titel Kunst im öffentlichen Raum, 1985/1988 | 1988           | Kulturbehörde | weitere Bilder |  |
| Kielortallee 18/20 Schule Kielortallee, Außenwand am Eingang (Lage)                                                      | Eduard Hopf                           | Möwen KaB | 1959           | Kulturbehörde | weitere Bilder |  |
| Lindenpark Mitte des Parks am Brunnen (Lage)                                                                             | Otto Sponholz                         | Tanzmusik Kunst am Bau | 1982           | Kulturbehörde | weitere Bilder |  |
| Lutterothstraße 80 Else-Rauch-Platz (Lage)                                                                               | Georg Engst                           | Einradfahrer (KK: Objekt mit Umfeldgestaltung) KaB | 1979           | Kulturbehörde | weitere Bilder |  |
| Lutterothstraße 78–80 Berufliche Schule für Wirtschaft Hamburg-Eimsbüttel, Hinterhof zum Eingang Eidelstedter Weg (Lage) |                                       | Abstrakte Skulptur |                |               | weitere Bilder |  |
| Margaretenstraße 40 (Lage)                                                                                               | Eckart Keller und Sönke Nissen-Knaack | „Nachbarn“ KiöR? oder Selbstauftrag? | 1997           | Kulturbehörde | |  |
| Rellinger Straße 13/15 Schule, in Achse neuer Klassentrakt (Lage)                                                        | Karl Heinz Engelin                    | Faulenzer KaB | 1964           | Kulturbehörde | Bild gesucht Die Wikipedia wünscht sich an dieser Stelle ein Bild vom Ort mit diesen Koordinaten 53.57405 9.94198 . Motiv: Rellinger Straße 13/15 Falls du dabei helfen möchtest, erklärt die Anleitung , wie das geht. BW                            |  |
| Rellinger Straße 13/15 Schule, in Cafeteria (Lage)                                                                       | Otto Rodewald                         | Meeresstrand KaB | 1961           | Kulturbehörde | Bild gesucht Die Wikipedia wünscht sich an dieser Stelle ein Bild vom Ort mit diesen Koordinaten 53.57405 9.94198 . Motiv: Rellinger Straße 13/15 Falls du dabei helfen möchtest, erklärt die Anleitung , wie das geht. BW                            |  |
| Tornquiststraße 60 Schule Tornquiststraße, Musikraum, Fensterfront zur Emilienstraße (Lage)                              | Werner Bunz                           | ohne Titel (4 Glasfenster) KaBnicht aufgefunden, wahrscheinlich Fenstertausch 2016 zum Opfer gefallen                                                                  | 1962           | Kulturbehörde | Bild gesucht Die Wikipedia wünscht sich an dieser Stelle ein Bild vom Ort mit diesen Koordinaten 53.57366 9.9536 . Motiv: Tornquiststraße 60 Falls du dabei helfen möchtest, erklärt die Anleitung , wie das geht. BW                                 |  |
| Tornquiststraße 60 Schule Tornquiststraße, Südgiebel des Fachklassentraktes (Lage)                                       | Walter Siebelist                      | ohne Titel (Wandgestaltung) KaB | 1962           | Kulturbehörde | Bild gesucht Die Wikipedia wünscht sich an dieser Stelle ein Bild vom Ort mit diesen Koordinaten 53.57366 9.9536 . Motiv: Tornquiststraße 60 Falls du dabei helfen möchtest, erklärt die Anleitung , wie das geht. BW                                 |  |
| U-Bahn-Strecke zwischen Osterstraße/Emilienstraße (Lage)                                                                 | Wolfgang Berkowski                    | Konzert für manische Streifen – 500 x 1 x 40" (Streifenkino) KiöR, HVV                                                                                                 | 1986           | Kulturbehörde | Bild gesucht Die Wikipedia wünscht sich an dieser Stelle ein Bild vom Ort mit diesen Koordinaten 53.57445 9.95461 . Motiv: U-Bahn-Strecke zwischen Osterstraße/Emilienstraße Falls du dabei helfen möchtest, erklärt die Anleitung , wie das geht. BW |  |
| U-Bahnhof Lutterothstraße Schalterhalle am Lenzweg (Lage)                                                                | Alfred Klosowski                      | ohne Titel (Glasbetonfenster) KaB | 1963           | Kulturbehörde | |  |
| Vereinsstraße 76 und 79, Lindenallee 54–56 +? (Lage)                                                                     | Dagmar Fedderke                       | „Hier floß die Isebek“, Malereiprojekt Isebek SAGA / KiöR | 1985           | Kulturbehörde | weitere Bilder |  |
| Weidenallee Ecke Kleiner Schäferkamp (Lage)                                                                              | Stefan Kern                           | ohne Titel (Bank-Skulptur) KiöR? oder Selbstauftrag? | 1995           | Kulturbehörde | weitere Bilder |  |
| Weidenstieg 29 Landesinstitut für Lehrerbildung und Schulentwicklung, Treppenhaus des Anbaus (Lage)                      | Karl Heinz Engelin                    | Der Kaufmann als Mittler zwischen den Völkern KaB | 1960           | Kulturbehörde | |  |